# Oenochroma quadrigramma
Oenochroma quadrigramma là một loài bướm đêm trong họ Geometridae.